# Hmelnicka oblast
Hmelnicka oblast (ukrajinsko Хмельницька область, Hmel'nic'ka oblast'), pogovorno tudi Hmelničina (ukrajinsko Хмельни́ччина, latinizirano: Hmel'nyččyna), je oblast v zahodni Ukrajini. Obsega zahodni del zgodovinske pokrajine Podolja in jug zgodovinske pokrajine Volinije. Njeno upravno središče je mesto Hmelnicki.
Na zahodu meji s Ternopilsko, na severozahodu in severu z Rivnensko, na severovzhodu z Žitomirsko, na vzhodu in jugovzhodu z Viniško in na jugu s Črnoviško oblastjo.

## Zgodovina
Kamjanec-podilska oblast, imenovana po tedanjem glavnem mestu Kamjanec-Podilski, je bila ustanovljena 22. septembra 1937 iz dela Viniške oblasti.
Marca 1941 se je sedež oblasti preselil v Proskuriv (današnji Hmelnicki). Ob preimenovanju mesta leta 1954 se je preimenovala tudi Kamjanec-podilska oblast v Hmelnicko.

## Upravne delitve
Pred reformo julija 2020 se je oblast delila na 20 rajonov in šest mest oblastnega pomena – Hmelnicki, Kamjanec-Podilski, Šepetivka, Netišin, Slavuta in Starokostjantiniv – podrejenih neposredno oblastni vladi.
Od oktobra 2020 oblast vsebuje tri rajone:
| Rajon                   | Upravno središče  | Površina (km²) | Prebivalstvo (2021) | Št. gromad |
| ----------------------- | ----------------- | -------------- | ------------------- | ---------- |
| Kamjanec-podilski rajon | Kamjanec-Podilski | 4521,2         | 284.010             | 15         |
| Hmelnicki rajon         | Hmelnicki         | 10755,8        | 679.374             | 27         |
| Šepetivski rajon        | Šepetivka         | 5346,7         | 280.403             | 18         |

## Prebivalstvo
Ob ukrajinskem popisu prebivalstva leta 2001 se je 93,9 % prebivalcev Hmelnicke oblasti opredelilo za Ukrajince. Preostanek so predstavljali Rusi (3,6 %), Poljaki (1,6 %) in druge narodnosti (0,9 %).
95 odstotkov prebivalcev je kot svoj materni jezik navedlo ukrajinščino.